# 中里駅 (慶尚南道)
中里駅 （チュンニえき）は、大韓民国慶尚南道昌原市馬山会原区にある韓国鉄道公社の駅である。

## 利用可能な路線
- 韓国鉄道公社
  - 慶全線

## 駅構造
- 2面2線の地上駅。

## 歴史
- 1923年12月1日：開業[1]。
- 2012年12月5日：慶全線馬山駅 - 晋州駅間複線電化工事完成[2]。

## 隣の駅
慶全線
馬山駅 - 中里駅 - 咸安駅